# Гута (Шостински район)
Гу́та (на украински: Гута) e село в Березивска селищна община в Шостински район на Сумска област в Украйна.
Идентификационният код на селото според въведеният през 2020 г. Кодификатор на административно-териториалните единици и територии на териториалните общини (КАТОТТГ) е: UA59100010030083282.
В миналото селото се е наричало „Гутка (на Миклашевски)“ (на украински: Гутка (Миклашевського)).

## География
Село Гута се намира на 2 км от десния бряг на река Есман, на околи 17 км югоизточно от районния град Шостка. На разстояние 4 км се намира село Землянка. 
Село Гутка е заобиколено от голям горски масив (дъб, бор).
През селото тече ручей, който с времето пресъхва.

## Население
Според преброяването на населението на Украйна от 2001 г., селото наброява 53 души.

## Име
Името идва от думата „гута“, която в превод означава „стъкларска фабрика“. В миналото селото се е наричало „Гутка (на Миклашевски)“ (на украински: Гутка (Миклашевського)), тъй като там благородникът Михаил Андреевич Миклашевски е имал своя стъкларска фабрика.

## История
Селото е основано на територията на Нижинския полк в Казашкото хетманство.
В слободата Новосилки (на украински: Новосілки, на руски: Новосeлки) в Глуховска сотня на хетманството в края на XVII век имало една стъкларска фабрика (гута) на благородника Михаил Андреевич Миклашевски.

В научния труд „Стъкларски фабрики в Черниговско“ на историка Вадима Модзалевски от 1926 г. се пише:
| „                                                                        | Сл. Новосeлки, Глуховски повят. – „Слободата Новоселки, с мелница с два мелнични камъка на река Ясман, там също e и стъкларски завод, на река Усок има един мелничен камък и чукало, построени с негови средства“, била утвърдена с хетмански универсал от 1688 и 1689 г. и с царска грамота от 1689 г. за владение на генералния есаул Михаил Миклашевски. Вероятно е тъждественa на хутора Гута на Миклашевски, Глуховски повят, близо до притока на р. Есман (1859 г.). | “ |
| Вадим Модзалевски (1926 г.): „Стъкларски фабрики в Черниговско“, стр. 81 | |   |

В научния труд „Малоруски родословник“ (на руски: Малороссийский родословник) – сборник с история на малоруските благороднически родове – Вадим Модзалевски пише, че първият хетмански универсал, в който селото е упоменато, е универсал от 1687 г. Такъв универсал действително съществува и иноси името „Универсал на Иван Мазепа до някогашния войскови есаул Михаил Миклашевски за село Зазирки, слобода Новосилка, стъкларска фабрика и водениц от 7 август 1687 г.“. С този документ Михаил Миклашевски и потомството му се даряват със:
| „                                                   | Село Кочерги с мелници, а благодарение на своя труд и порядъчност – и с бараж, изградени на река Есман. На същата река под с. Кочерги – с два купени [мелнични] камъка и чукало, бараж в с. Орел, на реката в с. Орел с мелница с два камъка, а третите чукала са закупени от тях, и придобити с техния труд и средства. И на същата тая река в Орел, над нареченото Будища селище, бива новооснована мелница с два камъка и чукало, а край същата тая стъкларска фабрика се намира и една слобода, наречена Новосюлки, с двукаменна мелница на река Ясман разположена. | “ |
| Универсал на хетман Иван Мазепа от 7 август 1687 г. | |   |

В труда „Описание на Стара Малорусия“ на Александър Лазаревски от 1888 г. липсва информация за слобода на име Новосилка в Глуховска сотня, но при описването на именията на Михаил А. Миклашевски той отбелязва: „през 1687 г. Мазепа му дава село Кочерги“, което се споменава и в горепосочения универсал. Лазаревски посочва в своя труд също, че „Глуховските имения включват селата Воргол, Зазирки, Волокитине, Кочерги и Палиевка, слободите и хуторите Дорошовка, Колошиновка, Кубаров и др.“.
Историци стигат до извода, че спокойно може да се приеме, че стъкларската фабрика е основана около 1687г. близо до слободата Новосилка в Глуховска сотня, която обаче бързо изчезнала от картата на Нежинския полк. В труда „Описание на Новгород-Северското намесничество (1779–1781)“, както и в „Описание на Стара Малорусия“, няма информация за слобода Новосилка, така че предположението на Вадим Модзалевски относно нейната идентичност с хутора Гутка (на Миклашевски) в Глуховски повят близо до притока на реката Есман (1859 г.) може да бъде подкрепено.
През 1917 г. село Гута влиза в състава на Украинската народна република, а от април 1918 г. — в състава на Украинската Държава на хетман Павло Скоропадски. През 1921 г. в село Гута господства стабилен окупационен режим на комунисти, срещу който местните жители оказват съпротива.
От 1 до 3 март 1921 г. близо до село Гута се състои битка между партизаните на Сидор Ковпак и немски нацистки войници; германците претърпяват загуби и още на 8 март 1942 г. заедно с бойци от Украинската рота (паравоенна групировка на страната на нацистите) подпалват село Гута, опожарявайки 79 двора, а 160 жители биват разстреляни.
През 1946 г. комунистите прибягват нов Гладомор (масов глад), ограбвайки селяните. 
През 1991 г. селото е освободено от окупацията на СССР и става част от държавата Украйна.
От 2022 г. в региона на село Гута – Сумска област – се водят активни военни действия в хода на Руската нападателна война срещу Украйна.